# Središnja Srbija
Središnja Srbija (srpski: Centralna Srbija ili Централна Србија, ponekad i Uža Srbija) je naziv za dio teritorija Republike Srbije koji se nalazi izvan područja autonomne pokrajine Vojvodine. Naziv je bio u službenoj upotrebi od 1945. do 2009. – 2010. godine, kada je područje Središnje Srbije podijeljeno na tri nove statističke regije: 
- Beograd,
- Šumadija i zapadna Srbija i
- Južna i istočna Srbija[1]

## Upravna podjela
Područje središnje Srbije podijeljeno je na 17 okruga i grad Beograd. Okruzi su:
- Mačvanski okrug
- Kolubarski okrug
- Moravički okrug
- Zlatiborski okrug
- Podunavski okrug
- Braničevski okrug
- Šumadijski okrug
- Pomoravski okrug
- Raški okrug
- Rasinski okrug
- Borski okrug
- Zaječarski okrug
- Nišavski okrug
- Pirotski okrug
- Toplički okrug
- Jablanički okrug
- Pčinjski okrug
- Beograd

## Najveći gradovi
Najveći gradovi središnje Srbije (po podacima iz 2002.):
- Beograd = 1 280 600
- Niš = 173 400
- Kragujevac = 146 000
- Leskovac = 94 758
- Čačak = 73 200
- Smederevo = 62 700
- Valjevo = 61 400
- Kraljevo = 57 800
- Kruševac = 57 400
- Užice = 55 000
- Vranje = 55 000
- Šabac = 54 800
- Novi Pazar = 54 600

## Etničke skupine
Najveće etničke skupine središnje Srbije (po podacima iz 2002.):
- Srbi = 4 891 031 (89.48%)
- Bošnjaci = 135 670 (2.48%)
- Romi = 79 136 (1.45%)
- Albanci = 59 952 (1.10%)
- Vlasi = 39 953 (0.73%)
- Crnogorci = 33 536 (0.61%)
- Jugoslaveni = 30 840 (0.56%)
- Bugari = 18 839 (0.34%)
- Muslimani = 15 869 (0.29%)
- Makedonci = 14 062 (0.26%)
- Hrvati = 14 056 (0.26%)
- ostali.